# Heliconia vellerigera
Heliconia vellerigera là một loài thực vật có hoa trong họ Heliconiaceae. Loài này được Poepp. mô tả khoa học đầu tiên năm 1836.

## Hình ảnh

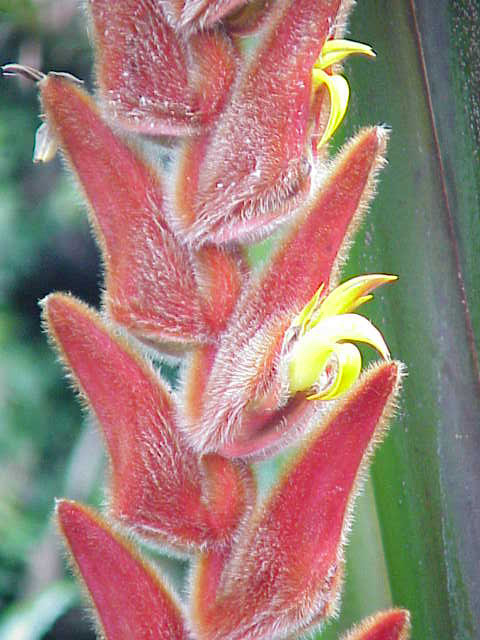
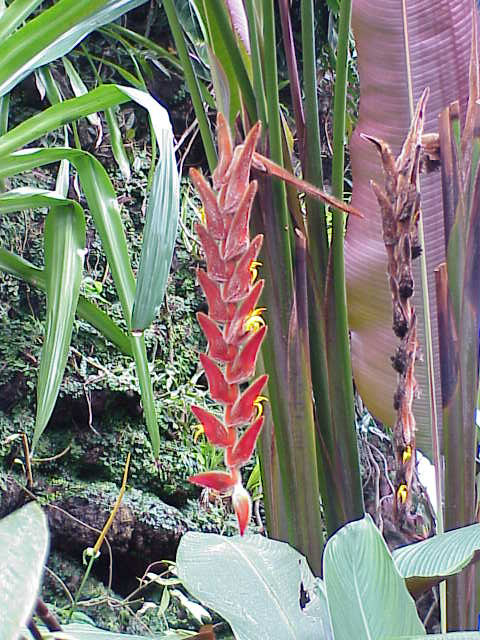